# Elena Chevtchenko
Pour les articles homonymes, voir Chevtchenko.
Elena Nikolayevna Chevtchenko, née le 7 octobre 1971 à Moscou, est une gymnaste artistique soviétique. 

## Biographie sportive
Elle est sacrée championne olympique en concours général par équipes aux Jeux olympiques d'été de 1988 à Séoul. 